# Dracula 2000
Dracula 2000 este un film american din 2000  regizat de Patrick Lussier, cu actorii Gerard Butler (ca Dracula), Christopher Plummer (ca Abraham Van Helsing), Jonny Lee Miller (ca Simon Sheppard) și David J. Francis (ca Isus Hristos) în rolurile principale. Este bazat pe romanul Dracula de Bram Stoker. 

## Distribuție
- Jonny Lee Miller - Simon Sheppard
- Justine Waddell - Mary Heller/Van Helsing
- Gerard Butler - Contele Dracula/Iuda Iscarioteanul
- Colleen Ann Fitzpatrick - Lucy Westerman
- Jennifer Esposito - Solina
- Danny Masterson - Nightshade
- Jeri Ryan - Valerie Sharpe
- Lochlyn Munro - Eddie
- Sean Patrick Thomas - Trick
- Omar Epps - Marcus
- Christopher Plummer - Abraham Van Helsing
- Tony Munch - Charlie
- Shane West - J.T.
- Nathan Fillion - Father David
- David J. Francis - Iisus Hristos
- Tom Kane - știrist